# Арапахо (Вайоминг)
Арапахо (англ. Arapahoe, Wyoming) — статистически обособленная местность, расположенная в округе Фримонт (штат Вайоминг, США) с населением в 1766 человек по статистическим данным переписи 2000 года.

## География
По данным Бюро переписи населения США, статистически обособленная местность Арапахо имеет общую площадь в 81,84 квадратных километров, из которых 81,33 кв. километров занимает земля и 0,52 кв. километров — вода. Площадь водных ресурсов округа составляет 0,64 % от всей его площади.
Арапахо расположен на высоте 1525 метров над уровнем моря.

## Демография
По данным переписи населения 2000 года, в Арапахо проживало 1766 человек, 371 семья, насчитывалось 440 домашних хозяйств и 498 жилых домов. Средняя плотность населения составляла около 21,7 человек на один квадратный километр. Расовый состав Арапахо по данным переписи распределился следующим образом: 18,01 % — белых, 0,11 % чёрных или афроамериканцев, 80,58 % — коренных американцев, 0,06 % — выходцев с тихоокеанских островов, 0,74 % — представителей смешанных рас, 0,51 % — других народностей. Испаноговорящие составили 5,15 % от всех жителей статистически обособленной местности.
Из 440 домашних хозяйств в 44,8 % — воспитывали детей в возрасте до 18 лет, 47,3 % представляли собой совместно проживающие супружеские пары, в 23,6 % семей женщины проживали без мужей, 15,5 % не имели семей. 13,9 % от общего числа семей на момент переписи жили самостоятельно, при этом 5,7 % составили одинокие пожилые люди в возрасте 65 лет и старше. Средний размер домашнего хозяйства составил 3,96 человек, а средний размер семьи — 4,32 человек.
Население статистически обособленной местности по возрастному диапазону по данным переписи 2000 года распределилось следующим образом: 41,6 % — жители младше 18 лет, 10,7 % — между 18 и 24 годами, 25,4 % — от 25 до 44 лет, 16,5 % — от 45 до 64 лет и 5,8 % — в возрасте 65 лет и старше. Средний возраст жителей составил 23 года. На каждые 100 женщин в Арапахо приходилось 105,6 мужчин, при этом на каждые сто женщин 18 лет и старше приходилось 101,8 мужчин также старше 18 лет.
Средний доход на одно домашнее хозяйство в статистически обособленной местности составил 22 679 долларов США, а средний доход на одну семью — 24 659 долларов. При этом мужчины имели средний доход в 25 119 долларов США в год против 16 607 долларов среднегодового дохода у женщин. Доход на душу населения в статистически обособленной местности составил 8943 доллара в год. 35,5 % от всего числа семей в округе и 45,0 % от всей численности населения находилось на момент переписи населения за чертой бедности, при этом 53,3 % из них были моложе 18 лет и 36,5 % — в возрасте 65 лет и старше.